# Lijst van burgemeesters van Oost-, West- en Middelbeers
Dit is een lijst van burgemeesters van de voormalige Nederlandse gemeente Oost-, West- en Middelbeers (ook wel Oostelbeers) tot die gemeente op 1 januari 1997 opging in de gemeente Oirschot.
| Ambtsperiode | Naam burgemeester                 | Partij of stroming | Bijzonderheden                                                             |
| ------------ | --------------------------------- | ------------------ | -------------------------------------------------------------------------- |
| 1810 - 1823  | Petrus Johannes Heuvelmans        |                    | eerst schout                                                               |
| 1825 - 1831  | Adriaan Adriaans                  |                    |                                                                            |
| 1831 - 1845  | Anthony Egidius Smulders          |                    |                                                                            |
| 1845 - 1899  | Egidius Smulders                  |                    |                                                                            |
| 1899 - 1927  | Antonius Josephus Smulders        |                    |                                                                            |
| 1927 - 1944  | Jan (J.W.A.) Smulders             |                    | tevens waarnemend burgemeester van Vessem, Wintelre en Knegsel (1942-1944) |
| 1946 - 1966  | Truus (G.C.Th.M.) Smulders-Beliën | KVP                | Eerste vrouwelijke burgemeester in Nederland                               |
| 1967 - 1979  | Mr. Leo (L.K.M.) Verwiel          | KVP? / CDA         |                                                                            |
| 1980 - 1989  | Peter (S.P.) Grem                 | CDA                |                                                                            |
| 1990 - 1997  | Piet (P.G.) Wijgergangs           | CDA                |                                                                            |